# Villers-sur-Fère
Pour les articles homonymes, voir Villers.
Villers-sur-Fère est une commune française située dans le département de l'Aisne, en région Hauts-de-France.

## Géographie

### Hydrographie
La commune est située dans le bassin Seine-Normandie. Elle est drainée par l'Ourcq, le ru du Pont Brule, le fossé 01 du Haut des Fontinettes, le ru de la Presle, le ru de la Sablonniere, le ru d'Oie, le ru du Paradis, le ruisseau de Favieres, l'Ourcq et un autre petit cours d'eau,.
L'Ourcq, d'une longueur de 86 km, prend sa source dans la commune de Courmont et se jette  dans la Marne en limite de Mary-sur-Marne et de Lizy-sur-Ourcq, face à Isles-les-Meldeuses, après avoir traversé 36 communes.

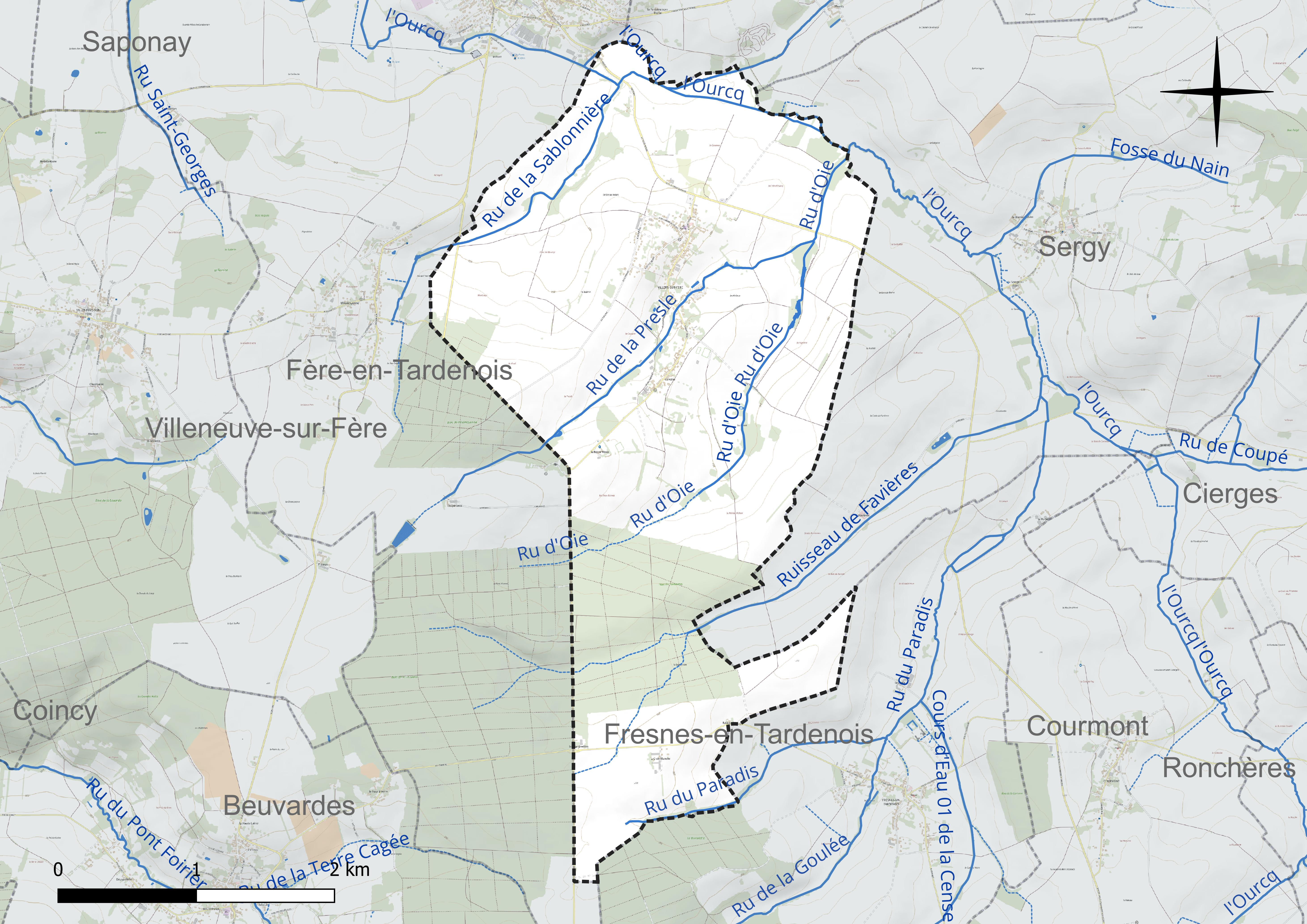
Réseau hydrographique de Villers-sur-Fère.

### Climat
Pour des articles plus généraux, voir Climat des Hauts-de-France et Climat de l'Aisne.
En 2010, le climat de la commune est de type climat océanique dégradé des plaines du Centre et du Nord, selon une étude du CNRS s'appuyant sur une série de données couvrant la période 1971-2000. En 2020, Météo-France publie une typologie des climats de la France métropolitaine dans laquelle la commune est exposée à un climat océanique altéré et est dans la région climatique Nord-est du bassin Parisien, caractérisée par un ensoleillement médiocre, une pluviométrie moyenne régulièrement répartie au cours de l'année et un hiver froid (3 °C).
Pour la période 1971-2000, la température annuelle moyenne est de 10,2 °C, avec une amplitude thermique annuelle de 15,3 °C. Le cumul annuel moyen de précipitations est de 740 mm, avec 12,1 jours de précipitations en janvier et 8,6 jours en juillet. Pour la période 1991-2020, la température moyenne annuelle observée sur la station météorologique la plus proche, située sur la commune de Blesmes à 17 km à vol d'oiseau, est de 10,6 °C et le cumul annuel moyen de précipitations est de 713,0 mm,. Pour l'avenir, les paramètres climatiques de la commune estimés pour 2050 selon différents scénarios d'émission de gaz à effet de serre sont consultables sur un site dédié publié par Météo-France en novembre 2022.

## Urbanisme

### Typologie
Au 1er janvier 2024, Villers-sur-Fère est catégorisée commune rurale à habitat dispersé, selon la nouvelle grille communale de densité à 7 niveaux définie par l'Insee en 2022.
Elle est située hors unité urbaine. Par ailleurs la commune fait partie de l'aire d'attraction de Château-Thierry, dont elle est une commune de la couronne,. Cette aire, qui regroupe 52 communes, est catégorisée dans les aires de moins de 50 000 habitants,.

### Occupation des sols
L'occupation des sols de la commune, telle qu'elle ressort de la base de données européenne d'occupation biophysique des sols Corine Land Cover (CLC), est marquée par l'importance des territoires agricoles (81,4 % en 2018), en diminution par rapport à 1990 (82,5 %). La répartition détaillée en 2018 est la suivante : 
terres arables (62,8 %), forêts (14,4 %), prairies (9,8 %), zones agricoles hétérogènes (8,8 %), zones urbanisées (4,2 %).
L'évolution de l'occupation des sols de la commune et de ses infrastructures peut être observée sur les différentes représentations cartographiques du territoire : la carte de Cassini (XVIIIe siècle), la carte d'état-major (1820-1866) et les cartes ou photos aériennes de l'IGN pour la période actuelle (1950 à aujourd'hui).

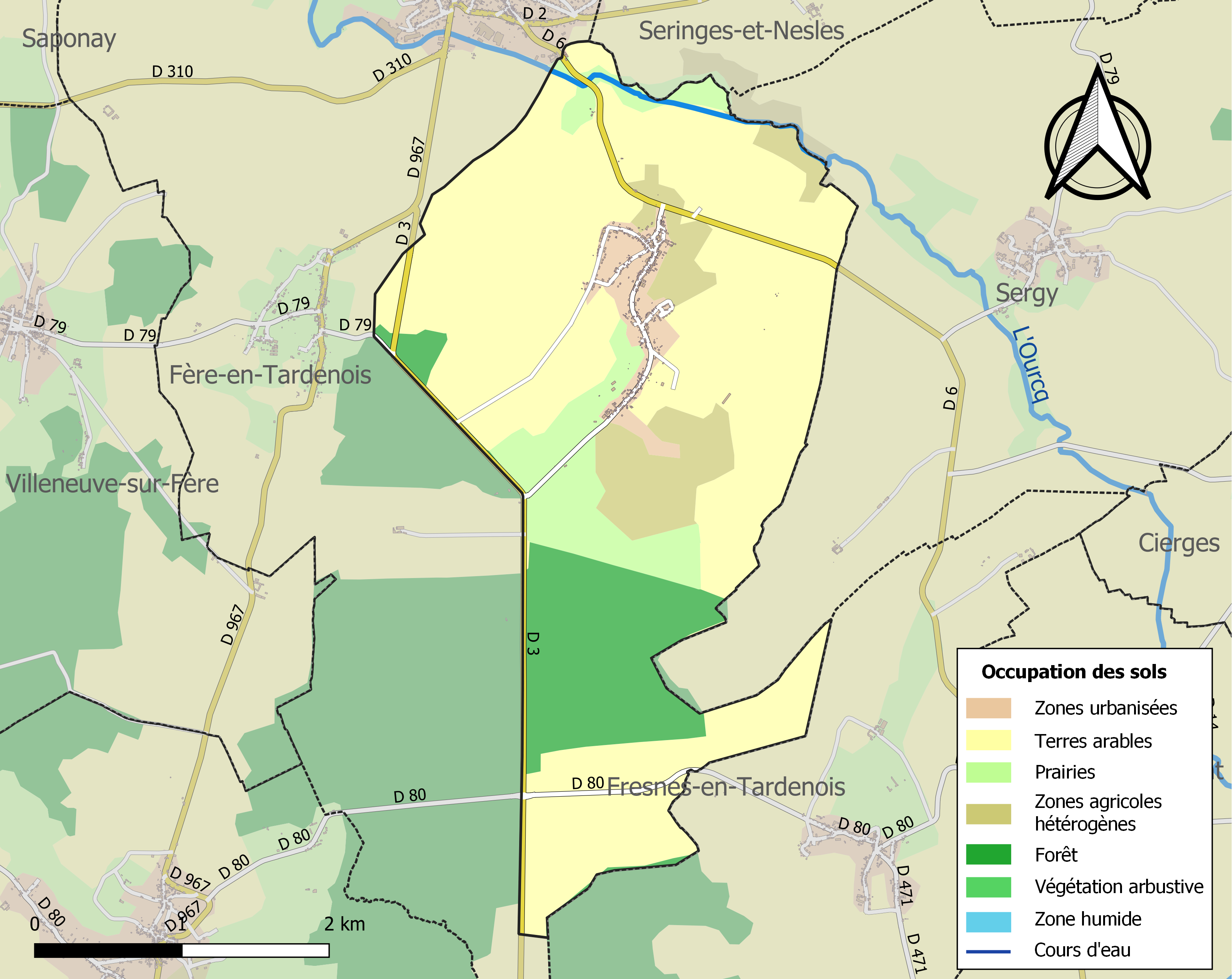
Carte de l'occupation des sols de la commune en 2018 (CLC).

## Toponymie
Le nom de la localité est attesté sous les formes Villers (1147).
Villers a pour variante Villars, du latin villaris, dérivé de villa (« ferme »).
Villeneuve est à l'est de Fère-en-Tardenois.

## Histoire

### Première Guerre mondiale
Durant la Première Guerre mondiale, la commune est proche du secteur de la bataille du Chemin des Dames. Le 27 mai 1917, alors qu'il est au repos à Villers-sur-Fère, le 18e RI apprend qu'il doit remonter en première ligne au Chemin des Dames plus tôt que prévu. Épuisés et démoralisés par les pertes effroyables qu'ils viennent de subir, les poilus refusent de repartir au front. Le lendemain, trente gendarmes sont dépêchés et 130 arrestations sont opérées au sein du régiment. Le Conseil de guerre de la 36e division, réuni le 7 juin, prononce cinq condamnations à mort. Sur les cinq hommes, un est gracié par le président de la République, trois sont fusillés le 12 juin, Jean-Louis Lasplacettes, Casimir Canel et Alphonse Didier. Le cinquième, le caporal Vincent Moulia (1888-1984), parvient à s'évader la veille de l'exécution, favorisé dans son entreprise par le hasard d'un bombardement allemand sur le secteur où les condamnés sont détenus. Il vivra réfugié en Espagne jusqu'en 1936.

### Seconde Guerre mondiale
Le 8 mai 1944, 35 résistants du réseau dirigé par l'abbé Moret participèrent, vers 4 h 00, à la réception d'un parachutage d'armes malgré la présence des Allemands dans les alentours. Les armes récupérées, les résistants se séparèrent pour regagner leur village. Mais à Villers-sur-Fère, le groupe de Fère-en-Tardenois fut arrêté par les Allemands à un carrefour : Paul Cœuret, René Deneuville, Louis Deslandes, Arsène Lechat, Pierre Jacquet et Georges Thunière faits prisonniers furent torturés à la prison de Château-Thierry où les rejoignirent quatre de leurs camarades arrêtés eux aussi : Albert Bayard, Robert Dubois, Pierre Plaie et Paul Vincent. Les dix hommes furent transférés à la prison de Saint-Quentin puis au camp de Royallieu à Compiègne et déportés dans les camps de concentration en Allemagne. Seuls trois d'entre eux en sont revenus.
Tous les ans, le dernier dimanche d'avril une cérémonie du souvenir leur rend hommage.

## Politique et administration

### Découpage territorial
La commune de Villers-sur-Fère est membre de la communauté d'agglomération de la Région de Château-Thierry, un établissement public de coopération intercommunale (EPCI) à fiscalité propre créé le 1er janvier 2017 dont le siège est à Étampes-sur-Marne. Ce dernier est par ailleurs membre d'autres groupements intercommunaux.
Sur le plan administratif, elle est rattachée à l'arrondissement de Château-Thierry, au département de l'Aisne et à la région Hauts-de-France. Sur le plan électoral, elle dépend du  canton de Fère-en-Tardenois pour l'élection des conseillers départementaux, depuis le redécoupage cantonal de 2014 entré en vigueur en 2015, et de la cinquième circonscription de l'Aisne  pour les élections législatives, depuis le dernier découpage électoral de 2010.

### Administration municipale
| Période                                  | Période                       | Identité          | Étiquette | Qualité                                     |
| ---------------------------------------- | ----------------------------- | ----------------- | --------- | ------------------------------------------- |
| Les données manquantes sont à compléter. |                               |                   |           |                                             |
| mars 2001                                | En cours (au 14 juillet 2020) | Dominique Deléans | PS        | Retraité Réélu(e) pour le mandat 2020-2026, |

## Démographie
L'évolution du nombre d'habitants est connue à travers les recensements de la population effectués dans la commune depuis 1793. Pour les communes de moins de 10 000 habitants, une enquête de recensement portant sur toute la population est réalisée tous les cinq ans, les populations de référence des années intermédiaires étant quant à elles estimées par interpolation ou extrapolation. Pour la commune, le premier recensement exhaustif entrant dans le cadre du nouveau dispositif a été réalisé en 2007.

En 2022, la commune comptait 517 habitants, en évolution de −1,34 % par rapport à 2016 (Aisne : −1,97 %, France hors Mayotte : +2,11 %).
| 1793 | 1800 | 1806 | 1821 | 1831 | 1836 | 1841 | 1846 | 1851 |
| ---- | ---- | ---- | ---- | ---- | ---- | ---- | ---- | ---- |
| 444  | 475  | 509  | 516  | 536  | 507  | 637  | 567  | 573  |

| 1856 | 1861 | 1866 | 1872 | 1876 | 1881 | 1886 | 1891 | 1896 |
| ---- | ---- | ---- | ---- | ---- | ---- | ---- | ---- | ---- |
| 595  | 606  | 544  | 504  | 497  | 499  | 477  | 454  | 450  |

| 1901 | 1906 | 1911 | 1921 | 1926 | 1931 | 1936 | 1946 | 1954 |
| ---- | ---- | ---- | ---- | ---- | ---- | ---- | ---- | ---- |
| 467  | 469  | 501  | 386  | 423  | 374  | 358  | 325  | 370  |

| 1962 | 1968 | 1975 | 1982 | 1990 | 1999 | 2006 | 2007 | 2012 |
| ---- | ---- | ---- | ---- | ---- | ---- | ---- | ---- | ---- |
| 361  | 372  | 309  | 344  | 458  | 420  | 449  | 453  | 513  |

| 2017 | 2022 | - | - | - | - | - | - | - |
| ---- | ---- | - | - | - | - | - | - | - |
| 527  | 517  | - | - | - | - | - | - | - |

## Lieux et monuments
- Église Saint-Jean-Baptiste.
- Monument à la mémoire des résistants déportés : inauguré le 20 octobre 1946, érigé à la mémoire de dix résistants du réseau B O A Sud-Aisne, arrêtés le 9 mai 1944 par les Allemands.